# Camerún en la Copa Mundial de Fútbol de 2014
La selección de fútbol de Camerún fue una de las 32 selecciones que participaron en la Copa Mundial de Fútbol de 2014. Esta fue su séptima participación en mundiales y segunda consecutiva luego de su participación en Sudáfrica 2010.

## Clasificación
Camerún ingresó en la Segunda ronda de las eliminatorias por estar dentro de las 28 mejores selecciones de la CAF según el ranking FIFA de julio de 2011. En esta instancia solo clasificaron a la siguiente fase los primeros de cada grupo, Camerún conformó el grupo I junto a Libia, RD Congo y Togo clasificando a la Tercera ronda con 4 victorias, un empate y una sola derrota.
En los play-offs de la tercera ronda Camerún se enfrentó a Túnez en partidos de ida y vuelta, empató 0 - 0 en Radés y ganó como local 4 - 1 en Yaundé clasificando así a Brasil 2014.
La selección de Camerún fue dirigida por tres entrenadores distintos durante las eliminatorias africanas. Se inició el proceso con el técnico francés Denis Lavagne,a cargo desde 2011, que dirigió los dos primeros partidos del grupo I, fue cesado luego de no clasificar a su selección a la fase final de la Copa Africana de Naciones 2013. Entonces tomó el mando interinamente el entrenador nacional Jean-Paul Akono que dirigió el tercer partido del grupo contra Togo. Finalmente se nombró al alemán Volker Finke como el nuevo seleccionador, que culminó el proceso clasificando a Camerún al mundial 2014.

### Segunda ronda
| Equipo       | Pts | PJ | PG | PE | PP | GF | GC | Dif |
| ------------ | --- | -- | -- | -- | -- | -- | -- | --- |
| Camerún      | 13  | 6  | 4  | 1  | 1  | 8  | 3  | 5   |
| Libia        | 9   | 6  | 2  | 3  | 1  | 5  | 3  | 2   |
| RD del Congo | 6   | 6  | 1  | 3  | 2  | 3  | 3  | 0   |
| Togo         | 4   | 6  | 1  | 1  | 4  | 4  | 11 | -7  |

| Fecha                   | Lugar        |          |                                            | Resultado |                                            |          |
| ----------------------- | ------------ | -------- | ------------------------------------------ | --------- | ------------------------------------------ | -------- |
| 2 de junio de 2012      | Yaundé       | Camerún  | Bandera de Camerún                         | 1:0 (0:0) | Bandera de República Democrática del Congo | RD Congo |
| 10 de junio de 2012     | Sfax (Túnez) | Libia    | Bandera de Libia                           | 2:1 (1:1) | Bandera de Camerún                         | Camerún  |
| 23 de marzo de 2013     | Yaundé       | Camerún  | Bandera de Camerún                         | 2:1 (1:1) | Bandera de Togo                            | Togo     |
| 9 de junio de 2013      | Lomé         | Togo     | Bandera de Togo                            | 0:3       | Bandera de Camerún                         | Camerún  |
| 16 de junio de 2013     | Kinshasa     | RD Congo | Bandera de República Democrática del Congo | 0:0       | Bandera de Camerún                         | Camerún  |
| 8 de septiembre de 2013 | Yaundé       | Camerún  | Bandera de Camerún                         | 1:0 (1:0) | Bandera de Libia                           | Libia    |

### Tercera ronda
| 13 de octubre de 2013 | Túnez | 0:0     | Camerún | Estadio Olímpico de Radès, Radès                            |                                                             |
|                       |       | Reporte |         | Asistencia: 30.900 espectadores Árbitro(s): Koman Coulibaly | Asistencia: 30.900 espectadores Árbitro(s): Koman Coulibaly |

| 17 de noviembre de 2013 | Camerún                                  | 4:1 (2:0) | Túnez       | Estadio Ahmadou Ahidjo, Yaundé                                      |                                                                     |
|                         | Webo 3' · Moukandjo 29' · Makoun 65' 85' | Reporte   | Akaïchi 50' | Asistencia: 35.570 espectadores Árbitro(s): Rajindraparsad Seechurn | Asistencia: 35.570 espectadores Árbitro(s): Rajindraparsad Seechurn |

### Goleadores
| Jugador            | Goles | PJ |
| ------------------ | ----- | -- |
| Samuel Eto'o       | 2     | 4  |
| Eric Choupo-Moting | 2     | 5  |
| Jean Makoun        | 2     | 6  |
| Pierre Webo        | 1     | 2  |
| Benjamin Moukandjo | 1     | 5  |
| Aurelien Chedjou   | 1     | 7  |

## Preparación

### Campamento base
El 18 de diciembre de 2013 el presidente de la Federación de fútbol de Espírito Santo Marcus Vicente informado por el Comité Organizador Local (COL) anunció que Camerún se instalará en el estado de Espírito Santo durante su participación en la cita mundialista, de esta manera Espírito Santo se convierte en el único estado que no tiene ciudad sede para los partidos del mundial en acoger alguna selección nacional.
La declaración del compromiso entre la Federación Camerunesa y el gobierno estadual fue firmado el 15 de enero de 2014, en él se acordó que Vitória, capital del estado, recibirá a Camerún el 7 de junio seis días antes de su estreno en el torneo frente a México el 13 de junio, la delegación africana se hospedará en el hotel Sheraton Vitória y como lugar de entrenamiento hará uso del estadio Kléber Andrade en el municipio de Cariacica ubicada a 15 km de Vitória.

### Amistosos previos
| 5 de marzo de 2014 | Portugal                                                                        | 5:1 (1:1) | Camerún       | Estádio Dr. Magalhães Pessoa, Leiría, Portugal             |                                                            |
|                    | Cristiano Ronaldo 21' 83' · Raul Meireles 66' · Fábio Coentrão 67' · Edinho 76' |           | Aboubakar 43' | Asistencia: 21,335 espectadores Árbitro(s): Andre Marriner | Asistencia: 21,335 espectadores Árbitro(s): Andre Marriner |

| 26 de mayo de 2014 | Macedonia | 0:2 (0:0) | Camerún                      | Kufstein Arena, Kufstein, Austria                               |                                                                 |
|                    |           |           | Webó 52' · Choupo-Moting 84' | Asistencia: 1,000 espectadores Árbitro(s): Robert Schörgenhofer | Asistencia: 1,000 espectadores Árbitro(s): Robert Schörgenhofer |

| 29 de mayo de 2014 | Camerún           | 1:2 (0:1) | Paraguay                   | Kufstein Arena, Kufstein, Austria |                                   |
|                    | Choupo-Moting 75' |           | Romero 4' · Santa Cruz 68' | Árbitro(s): Manuel Schüttengruber | Árbitro(s): Manuel Schüttengruber |

| 1 de junio de 2014 | Alemania                  | 2:2 (0:0) | Camerún                       | Borussia-Park, Mönchengladbach, Alemania                  |                                                           |
|                    | Müller 66' · Schürrle 71' |           | Eto'o 62' · Choupo-Moting 78' | Asistencia: 41,250 espectadores Árbitro(s): Damir Skomina | Asistencia: 41,250 espectadores Árbitro(s): Damir Skomina |

| 7 de junio de 2014 | Camerún   | 1:0 (1:0) | Moldavia | Estadio Ahmadou Ahidjo, Yaundé, Camerún |                          |
|                    | Salli 30' | Reporte   |          | Árbitro(s): Lazard Tsiba                | Árbitro(s): Lazard Tsiba |

## Lista de jugadores
El 12 de mayo de 2014 el entrenador de la selección de Camerún, el alemán Volker Finke, anunció la lista provisional de 28 jugadores convocados además de los dos reservas Frank Bagnack y Guy Zock que completaron la lista preliminar de 30 enviada a la FIFA. La nómina definitiva de 23 jugadores fue facilitada por Finke el 2 de junio.
| #     | Nombre                   | Posición       | Edad         | PJ Sel       | G            | Club                  |
| ----- | ------------------------ | -------------- | ------------ | ------------ | ------------ | --------------------- |
| 1     | Loïc Feudjou             | Portero        | -            | -            | -            | Coton Sport           |
| 2     | Benoit Assou-Ekotto      | Defensa        | -            | -            | -            | Queens Park Rangers   |
| 3     | Nicolas N'Koulou         | Defensa        | -            | -            | -            | Olympique de Marsella |
| 4     | Cedric Djeugoue          | Defensa        | -            | -            | -            | Coton Sport           |
| 5     | Dany Nounkeu             | Defensa        | -            | -            | -            | Beşiktaş              |
| 6     | Alexandre Song           | Centrocampista | -            | -            | -            | Barcelona             |
| 7     | Landry N'Guémo (†)       | Centrocampista | -            | -            | -            | Girondins de Bordeaux |
| 8     | Benjamin Moukandjo       | Delantero      | -            | -            | -            | Nancy                 |
| 9     | Samuel Eto'o             | Delantero      | -            | -            | -            | Chelsea               |
| 10    | Vincent Aboubakar        | Delantero      | -            | -            | -            | Lorient               |
| 11    | Jean II Makoun           | Centrocampista | -            | -            | -            | Stade Rennes          |
| 12    | Henri Bedimo             | Defensa        | -            | -            | -            | Olympique de Lyon     |
| 13    | Eric Maxim Choupo-Moting | Delantero      | -            | -            | -            | Maguncia 05           |
| 14    | Aurélien Chedjou         | Defensa        | -            | -            | -            | Galatasaray           |
| 15    | Pierre Webó              | Delantero      | -            | -            | -            | Fenerbahçe            |
| 16    | Charles Itandje          | Portero        | -            | -            | -            | Konyaspor             |
| 17    | Stéphane Mbia            | Centrocampista | -            | -            | -            | Sevilla               |
| 18    | Eyong Enoh               | Centrocampista | -            | -            | -            | Antalyaspor           |
| 19    | Fabrice Olinga           | Delantero      | -            | -            | -            | Zulte Waregem         |
| 20    | Edgar Salli              | Centrocampista | -            | -            | -            | Lens                  |
| 21    | Joël Matip               | Centrocampista | -            | -            | -            | Schalke 04            |
| 22    | Allam Nyom               | Defensa        | -            | -            | -            | Granada               |
| 23    | Sammy N'Djock            | Portero        | -            | -            | -            | Fethiyespor           |
| D. T. | Volker Finke             | Volker Finke   | Volker Finke | Volker Finke | Volker Finke | Volker Finke          |

Los siguientes jugadores fueron incluidos en la lista provisional de 30 convocados que la Federación Camerunesa de Fútbol envió a la FIFA, pero no formaron parte de la nómina definitiva de 23 jugadores. Los jugadores Frank Bagnack y Guy Zock fueron añadidos a la relación inicial de 28 futbolistas presentada por Volker Finke para poder conformar la lista provisional de 30 y fueron considerados desde ese momento como reservas, mientras los otros 5 jugadores fueron descartados al momento de elaborar la nómina definitiva de 23.
| Nombre                | Posición       | Edad | PJ Sel | G | Club            |
| --------------------- | -------------- | ---- | ------ | - | --------------- |
| Guy N'dy Assembé      | Portero        | -    | -      | - | Guingamp        |
| Frank Bagnack         | Defensa        | -    | -      | - | Barcelona       |
| Jean-Armel Kana-Biyik | Defensa        | -    | -      | - | Stade Rennes    |
| Gaëtan Bong           | Defensa        | -    | -      | - | Olympiacos      |
| Guy Zock              | Centrocampista | -    | -      | - | Cosmos de Bafia |
| Raoul Loé             | Centrocampista | -    | -      | - | Osasuna         |
| Mohammadou Idrissou   | Delantero      | -    | -      | - | Kaiserslautern  |

## Participación

### Grupo A
| Equipo  | Pts | PJ | PG | PE | PP | GF | GC | Dif |
| ------- | --- | -- | -- | -- | -- | -- | -- | --- |
| Brasil  | 7   | 3  | 2  | 1  | 0  | 7  | 2  | 5   |
| México  | 7   | 2  | 2  | 1  | 0  | 4  | 1  | 3   |
| Croacia | 3   | 3  | 1  | 0  | 2  | 6  | 6  | 0   |
| Camerún | 0   | 3  | 0  | 0  | 3  | 1  | 9  | -8  |

| 13 de junio de 2014, 13:00 | México      | 1:0 (0:0) | Camerún | Estadio Arena das Dunas, Natal                            |                                                           |
|                            | Peralta 60' | Reporte   |         | Asistencia: 39 216 espectadores Árbitro(s): Wilmar Roldán | Asistencia: 39 216 espectadores Árbitro(s): Wilmar Roldán |

| 18 de junio de 2014, 15:00 | Camerún | 0:4 (0:2) | Croacia                                    | Arena Amazonia, Manaus    |                           |
|                            |         | Reporte   | Olić 10' · Perišić 47' · Mandžukić 60' 72' | Árbitro(s): Pedro Proença | Árbitro(s): Pedro Proença |

| 23 de junio de 2014, 17:00 | Brasil                                      | 4:1 (2:1) | Camerún   | Estadio Mané Garrincha, Brasilia |                            |
|                            | Neymar 16' 34' · Fred 48' · Fernandinho 83' | Reporte   | Matip 25' | Árbitro(s): Jonas Eriksson       | Árbitro(s): Jonas Eriksson |

## Estadísticas

### Participación de jugadores
| #  | Pos        | Jugador         | PJ (T/S) | Minutos Jugados | Goles recibidos | Atajos | Tarjetas Amarillas | Doble Tarjeta Amarilla y Roja | Tarjetas Rojas |
| -- | ---------- | --------------- | -------- | --------------- | --------------- | ------ | ------------------ | ----------------------------- | -------------- |
| 1  | Guardameta | Loïc Feudjou    | -        | -               | -               | -      | -                  | -                             | -              |
| 16 | Guardameta | Charles Itandje | -        | -               | -               | -      | -                  | -                             | -              |
| 23 | Guardameta | Sammy N'Djock   | -        | -               | -               | -      | -                  | -                             | -              |

| #  | Pos            | Jugador                  | PJ (T/S) | Minutos Jugados | (P) | Asistencias | Tarjetas Amarillas | Doble Tarjeta Amarilla y Roja | Tarjetas Rojas |
| -- | -------------- | ------------------------ | -------- | --------------- | --- | ----------- | ------------------ | ----------------------------- | -------------- |
| 2  | Defensa        | Benoit Assou-Ekotto      | -        | -               | -   | -           | -                  | -                             | -              |
| 3  | Defensa        | Nicolas N'Koulou         | -        | -               | -   | -           | -                  | -                             | -              |
| 4  | Defensa        | Cedric Djeugoue          | -        | -               | -   | -           | -                  | -                             | -              |
| 5  | Defensa        | Dany Nounkeu             | -        | -               | -   | -           | -                  | -                             | -              |
| 6  | Centrocampista | Alexandre Song           | -        | -               | -   | -           | -                  | -                             | -              |
| 7  | Centrocampista | Landry N'Guémo           | -        | -               | -   | -           | -                  | -                             | -              |
| 8  | Delantero      | Benjamin Moukandjo       | -        | -               | -   | -           | -                  | -                             | -              |
| 9  | Delantero      | Samuel Eto'o             | -        | -               | -   | -           | -                  | -                             | -              |
| 10 | Delantero      | Vincent Aboubakar        | -        | -               | -   | -           | -                  | -                             | -              |
| 11 | Centrocampista | Jean II Makoun           | -        | -               | -   | -           | -                  | -                             | -              |
| 12 | Defensa        | Henri Bedimo             | -        | -               | -   | -           | -                  | -                             | -              |
| 13 | Delantero      | Eric Maxim Choupo-Moting | -        | -               | -   | -           | -                  | -                             | -              |
| 14 | Defensa        | Aurélien Chedjou         | -        | -               | -   | -           | -                  | -                             | -              |
| 15 | Delantero      | Pierre Webó              | -        | -               | -   | -           | -                  | -                             | -              |
| 17 | Centrocampista | Stéphane Mbia            | -        | -               | -   | -           | -                  | -                             | -              |
| 18 | Centrocampista | Eyong Enoh               | -        | -               | -   | -           | -                  | -                             | -              |
| 19 | Delantero      | Fabrice Olinga           | -        | -               | -   | -           | -                  | -                             | -              |
| 20 | Centrocampista | Edgar Salli              | -        | -               | -   | -           | -                  | -                             | -              |
| 21 | Centrocampista | Joël Matip               | -        | -               | -   | -           | -                  | -                             | -              |
| 22 | Defensa        | Allam Nyom               | -        | -               | -   | -           | -                  | -                             | -              |